# Beskiden
Die Beskiden (polnisch Beskidy, tschechisch und slowakisch Beskydy, ukrainisch Бескиди Beskydy) sind ein Gebirgszug der Äußeren Westkarpaten und Ostkarpaten. Die Beskiden liegen vor allem in Polen. Einzelne Gebirgszüge der Beskiden liegen auch in den angrenzenden Gebieten Tschechiens, der Slowakei und der Ukraine.

## Etymologie

Gliederung der Beskiden
(poln. Namen)

Das Wort Beskid/Beskidy ist mit dem mittelniederdeutschen Wort beshêt, beskēt „Scheide, Wasserscheide“ verwandt. Unwahrscheinlich ist die Abstammung vom albanischen Wort bjeshkë. Historisch gesehen wurden die Begriffe Bieszczad und Beskid jahrhundertelang benutzt, um die Berge zu beschreiben, die das Königreich Polen bzw. die Adelsrepublik Polen-Litauen vom Königreich Ungarn trennten.

## Charakteristik
Die Beskiden sind ein etwa 600 km langer und 50–70 km breiter Bogen, der in Südost-Schlesien und Nordwest-Mähren (an der Mährischen Pforte) beginnt, sich nördlich der Tatra erstreckt und in der Ukraine endet. Er bildet stellenweise die Wasserscheide zwischen Zuflüssen der Oder und Weichsel nach Norden und der Donau nach Süden.

## Lage
Die Ostgrenze der Beskiden ist umstritten. Ältere Quellen geben das Quellgebiet der Theiß in der Ukraine an, nach neueren Quellen enden sie bereits am Uschokpass an der polnisch-ukrainischen Grenze.

Polnische Beskiden
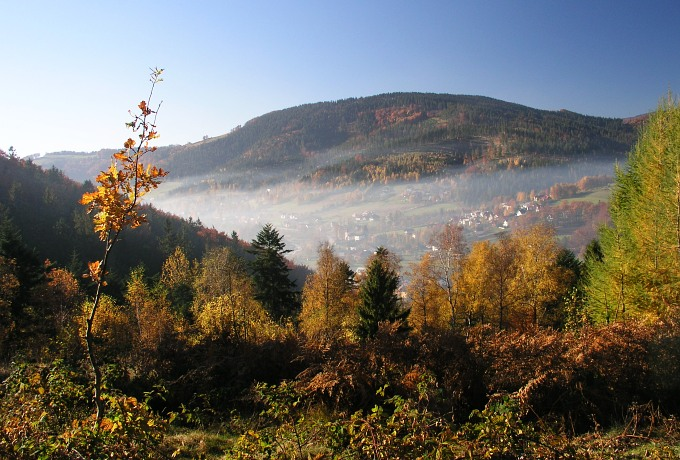
Schlesische Beskiden bei Brenna
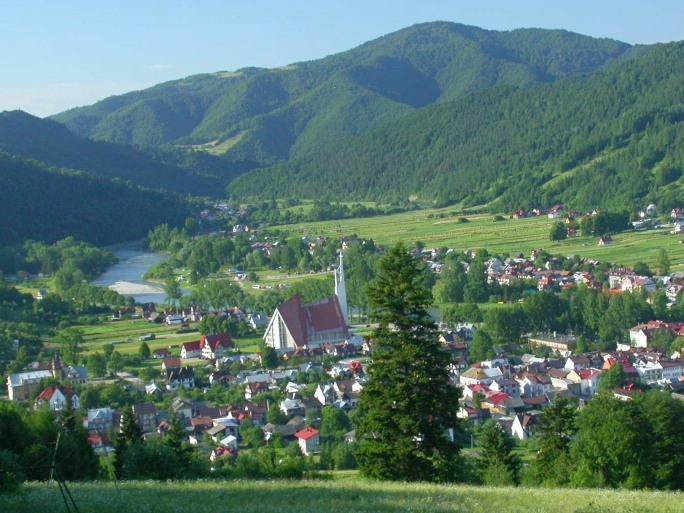
Westbeskiden, Krościenko am Dunajez
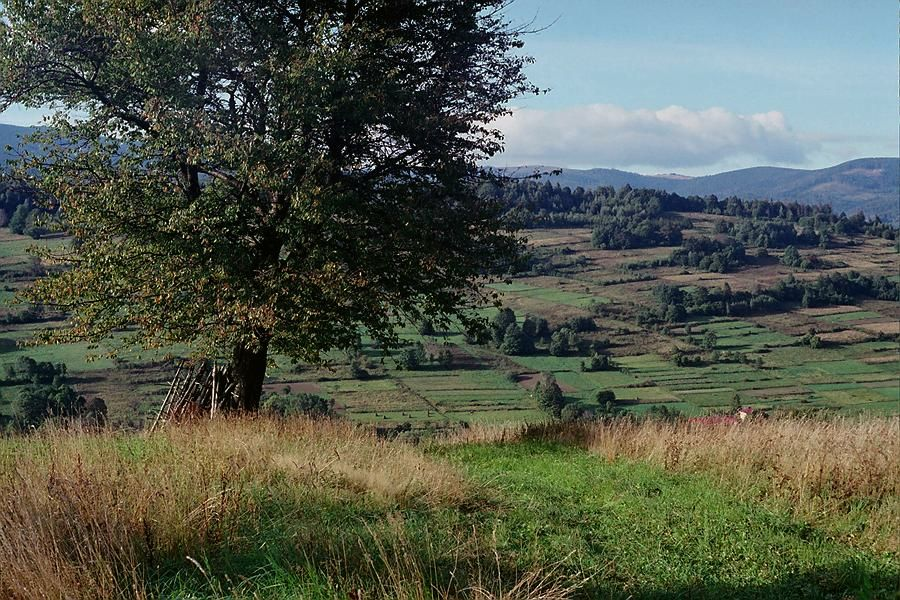
Niedere Beskiden
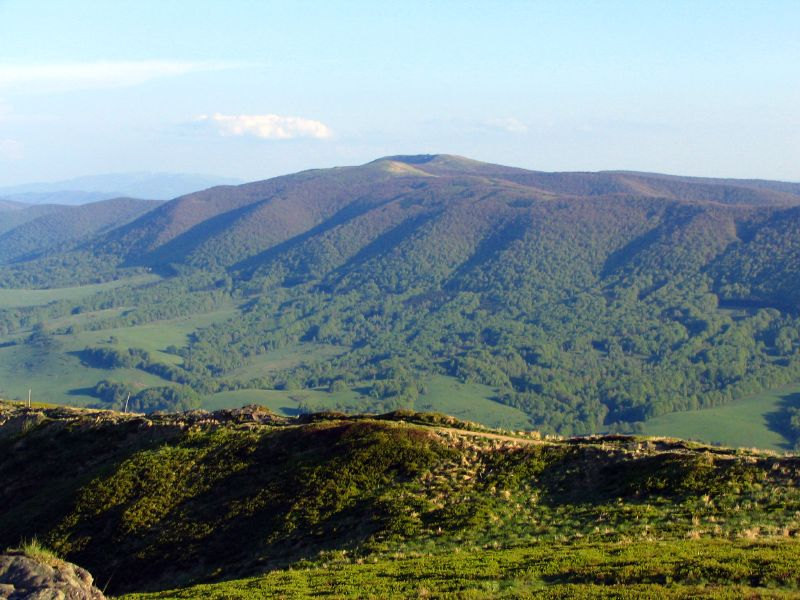
Ostbeskiden, Bieszczady
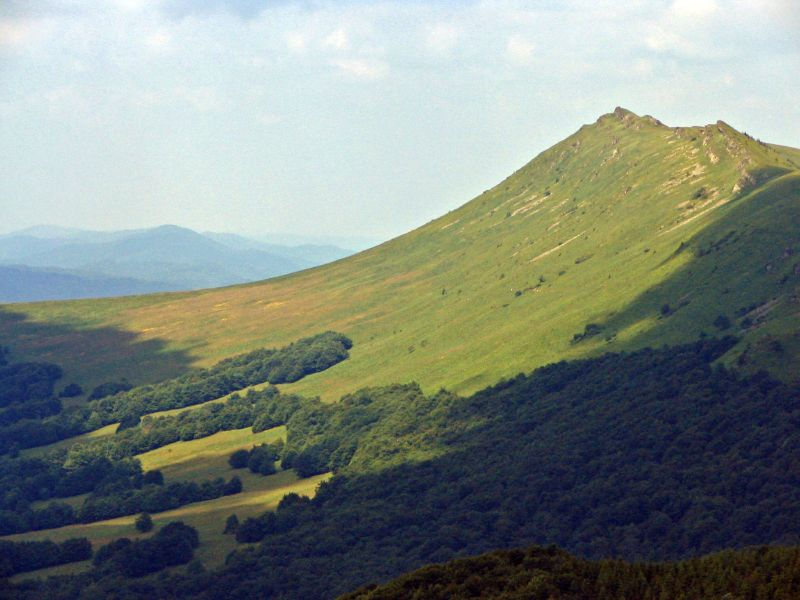
Ostbeskiden, Bieszczady

Fast alle Beskiden, bis auf die Niederen Beskiden (slowakisch Nízke Beskydy, polnisch Beskid Niski) und die östlich davon gelegenen Beskiden, gehören zu den (Äußeren) Westkarpaten. Den Namen Beskid tragen fast sämtliche Karpaten-Gebirge in Polen, es gibt sie jedoch auch in Tschechien (Moravskoslezské Beskydy, siehe weiter unten), in der Slowakei (Nízke Beskydy) und in der Ukraine (Gebirge im Lemberger Gebiet).

## Gliederung

Niedere Beskiden, in roter Farbe (b1–b4)

Ostbeskiden, in roter Farbe (c1–c12)

Die Beskiden werden unterschiedlich eingeteilt. Als orografische Subsysteme unterscheidet man die:
- Westbeskiden (höchste Erhebung: Babia Góra, 1725 m, polnisch-slowakische Grenze)
- Niedere Beskiden (auch Mittelbeskiden; höchste Erhebung Busov 1002 m, Slowakei)
- Ostbeskiden (höchste Erhebung je nach Definition der Ostgrenze entweder Tarnica 1348 m in Polen oder Howerla 2060 m in der Ukraine). Die Ostbeskiden beginnen dabei mit den Bieszczady in Polen und den Bukovské vrchy in der Slowakei. In dieser Auffassung werden auch manchmal die Ostbeskiden als Waldkarpaten bezeichnet.

In engeren Sinne gilt die Bezeichnung Beskiden vor allem für die Westbeskiden (polnisch Beskidy Zachodnie, tschechisch Západní Beskydy, Západné Beskydy) mit folgenden Untergruppen:
- Mährisch-Schlesische Beskiden (tschechisch Moravskoslezské Beskydy, slowakisch Moravskosliezske Beskydy)
- Schlesische Beskiden (tschechisch Slezské Beskydy, slowakisch Sliezske Beskydy, polnisch Beskid Śląski) bei Bielsko-Biała
- Slowakische Beskiden / Kysuce-Orava Beskiden (tschechisch und slowakisch Slovenské Beskydy / Kysucko-oravské Beskydy)
- Saybuscher Beskiden (poln. Beskid Żywiecki, bei der Stadt Żywiec, höchste Gipfel: Babia Góra, Pilsko)

## Infrastruktur
Die Region wurde bereits im 19. Jahrhundert unter anderem vom Beskidenverein und der Tatra-Gesellschaft für den Fremdenverkehr erschlossen. Die touristische Infrastruktur ist in den Westbeskiden (u. a. Schlesische Beskiden, Saybuscher Beskiden, Gorce, Sandezer Beskiden) bedeutend besser ausgebaut als in den Ostbeskiden (u. a. Bieszczady, Waldkarpaten). Größere Städte sind Bielsko-Biała und Nowy Sącz in Polen sowie Uschhorod in der Ukraine. Im Beskidenvorland liegt die Metropole Krakau. Die in den 1880er Jahren gebaute 69 km lange Bahnstrecke Rzeszów–Jasło führt durch die Beskiden.

## Naturschutz
In den Beskiden gibt es vier Nationalparks: Nationalpark Babia Góra, Nationalpark Gorce, Pieninen-Nationalpark, Bieszczady-Nationalpark in Polen, Pieninen-Nationalpark in der Slowakei.
Im tschechischen Teil der Beskiden wurde 1973 das Landschaftsschutzgebiet Beskydy ausgerufen, das den größten Teil der Mährisch-Schlesischen Beskiden, den Gebirgszug Vsetínské vrchy und das Javorník-Gebirge umfasst. Mit 116.000 Hektar ist es das größte Landschaftsschutzgebiet Tschechiens. 50 kleinräumige Gebiete stehen unter besonderem Schutz: 7 Nationale Naturreservate, 20 Naturreservate und 23 Naturdenkmäler. Zu 70 % bedecken Wälder das Areal, die in den Kernzonen nicht genutzt werden und Urwald-Charakter entwickeln. Aber auch die traditionell bewirtschafteten und naturnahen Wiesen und Bergweiden sind ökologisch wertvoll.

## Kultur
Hervorragende Beispiele für die dörfliche Baukultur vom Spätmittelalter bis in die frühe Neuzeit in den Beskiden und im Karpatenvorland sind zahlreiche katholische und orthodoxe Holzkirchen, von denen eine Gruppe von 14 besonders bedeutenden Bauwerken in die UNESCO-Welterbeliste aufgenommen wurde (Holzkirchen im südlichen Kleinpolen).
Siehe auch: Euroregion Beskydy; Holzkirchen im südlichen Kleinpolen; Galizische Küche, Beskiden-Tour

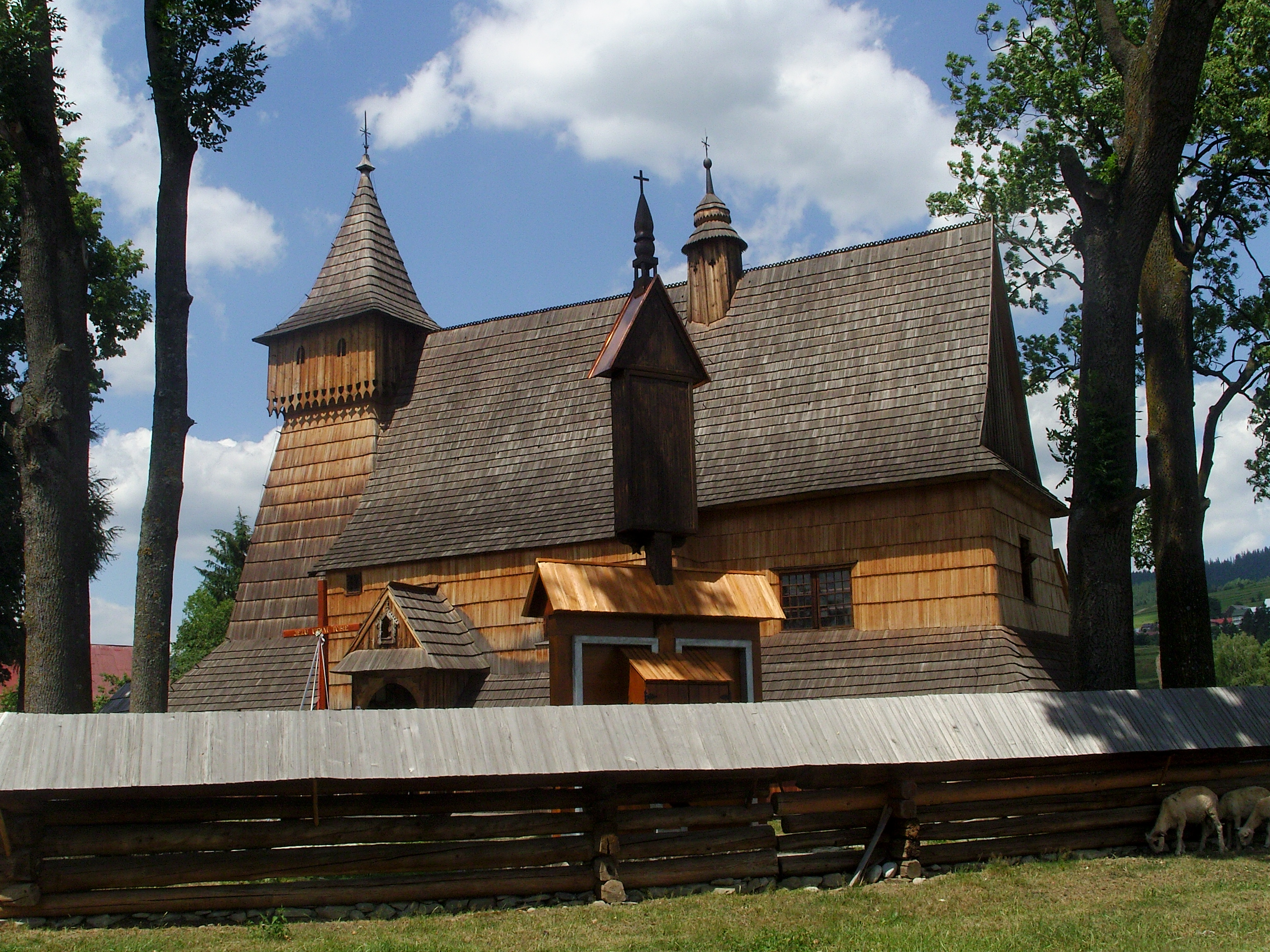
Dębno, (Podhale) (c. 1450), Polen
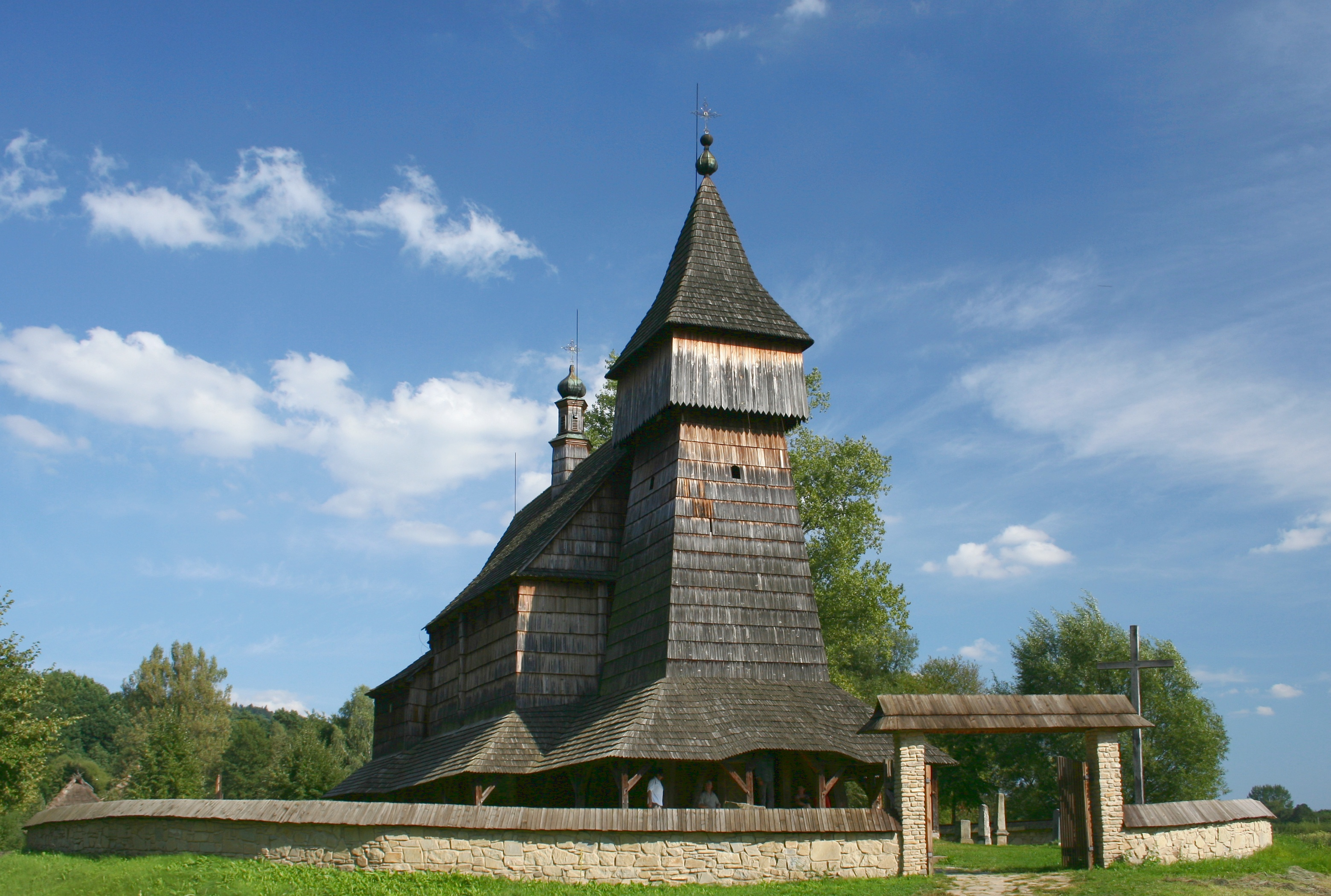
Bączal Dolny, Karpatenvorland (c. 1667), Polen
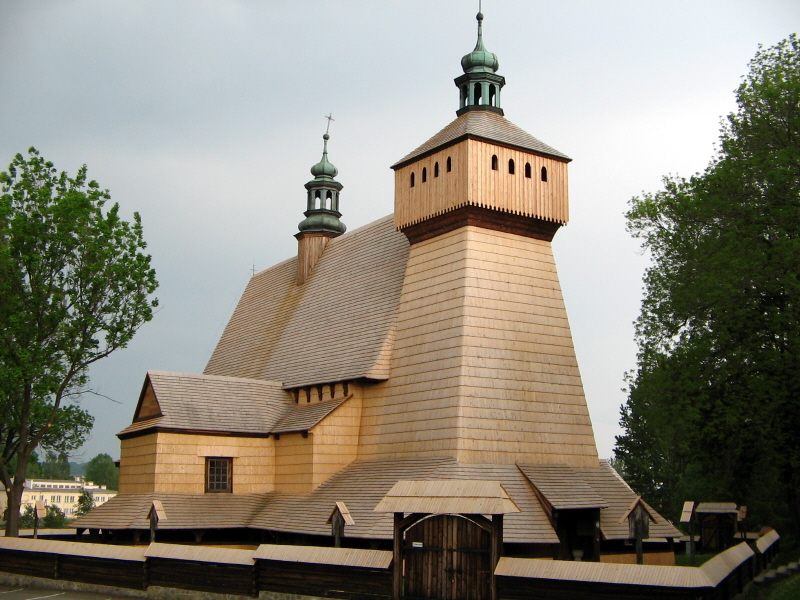
Haczów, Karpatenvorland (1388) c. 1624
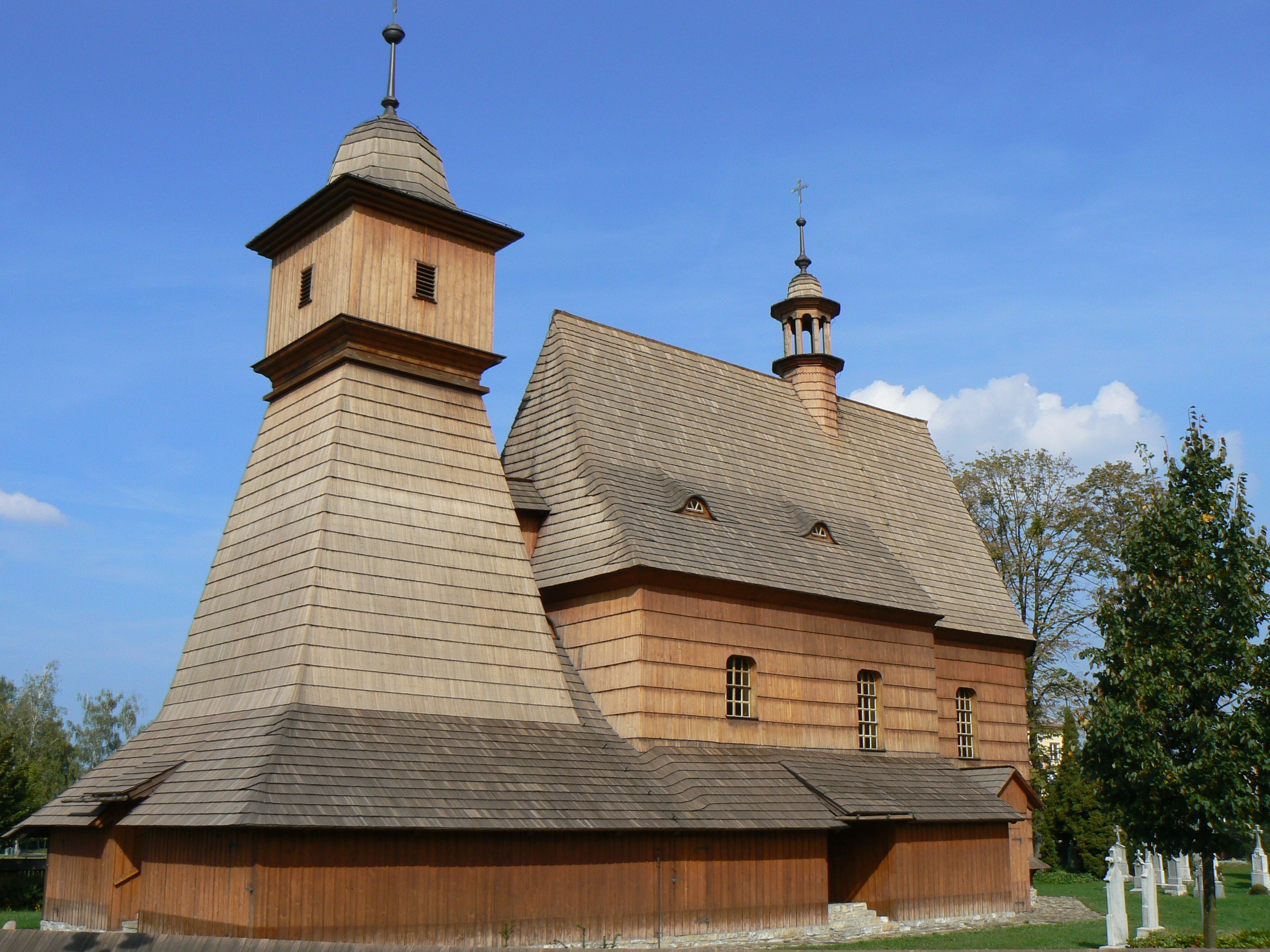
Sv. Kateřina in Ostrava-Hrabová (14. Jh. – 1564)

## Persönlichkeiten
Die Landschaft der Beskiden war unter anderem die Heimat von:
- Gregor von Sanok (1403–1477), Professor an der Krakauer Akademie, Erzbischof von Lemberg, erster Vertreter des Humanismus in Polen und Kritiker der Scholastik
- Martin Cromer (1512–1589), Theologe, Fürstbischof von Ermland und Chronist
- Ignacy Krasicki (1735–1801), Fürstbischof von Ermland, Erzbischof von Gniezno sowie Primas von Polen
- Sigmund Freud (1856–1939), österreichischer Neuropathologe, Tiefenpsychologe, Kulturtheoretiker und Religionskritiker
- Kasimir Felix Badeni (1846–1909), Jurist und von 1895 bis 1897 Ministerpräsident des österreichischen Teils der k.u.k. Monarchie
- Gregor Mendel (1822–1884), mährisch-österreichischer Priester des Augustinerordens und Abt der Brünner Abtei St. Thomas
- Leoš Janáček (1854–1928), tschechischer Komponist
- Emil Zátopek (1922–2000), tschechoslowakischer Leichtathlet
- Robert Maxwell (1923–1991), britischer Verleger, Unternehmer und Politiker
- Nikifor (1895–1968), polnischer Maler
- Billy Wilder (1906–2002), US-amerikanischer Drehbuchautor, Filmregisseur und Filmproduzent österreichischer Herkunft
- Isidor Isaac Rabi (1898–1988), US-amerikanischer Physiker
- Zdzisław Beksiński (1929–2005), polnischer Maler, Bildhauer, Grafiker und Designer
- Johannes Paul II. (1920–2005), Papst der römisch-katholischen Kirche
- Adam Małysz (* 1977), polnischer Skispringer

## Nachweise
- Gábor Z. Földvary: Geology of the Carpathian Region. World Scientific Publishing Company, Singapur 1988 (englisch, google.com).
- Jerzy Kondracki: Regiony fizycznogeograficzne Polski. Wydawa Uniwersytetu Warszawskiego, Warschau 1977 (polnisch, google.com).
- Jerzy Kondracki: Problemy standaryzacji nazw geograficznych. Instytut Geografii i Przestrzennego Zagospodarowania PWN, Warschau 1989 (polnisch, google.com).
- Jerzy Kondracki: Geografia regionalna Polski. 2. Auflage. Wydawnictwo Naukowe PWN, Warschau 2000 (polnisch, google.com).